# Va e uccidi
Va e uccidi (The Manchurian Candidate) è un film del 1962 diretto da John Frankenheimer.
Il soggetto del film, un thriller ambientato ai tempi della guerra fredda, è tratto dal romanzo L'eroe della Manciuria di Richard Condon mentre il titolo originale fa riferimento al luogo dove i prigionieri americani vengono trasportati per subire il lavaggio del cervello.

## Trama

Frank Sinatra in una scena

Durante la guerra di Corea, un plotone dell'esercito americano viene catturato da militari cinesi e sovietici, che portano i prigionieri da qualche parte in Manciuria, una regione della Cina; tre giorni dopo i soldati, comandati dal sergente Raymond Shaw e il capitano Bennett Marco, ritornano alle linee americane; su raccomandazione di Marco, Shaw riceve la Medaglia d'onore, per aver salvato le vite degli uomini del plotone, nonostante due siano morti in azione. Shaw torna in patria, dove è atteso dalla madre Eleanor Iselin; la donna vuole sfruttarlo a scopi politici, per favorire l'ascesa del nuovo marito, il senatore John Iselin. Quando viene chiesto loro di descrivere Shaw, i soldati del plotone sostengono che sia un magnifico essere umano, gentile, affettuoso, coraggioso; ma in realtà Shaw è tutto il contrario: un solitario, triste e freddo.
Intanto il capitano Marco viene promosso maggiore e spostato all'intelligence; a un certo punto comincia ad avere un incubo ricorrente: in esso, vede Shaw ipnotizzato che uccide i due uomini del plotone defunti davanti a un gruppo di leader comunisti, per dimostrare la validità del metodo usato per condizionarlo e fargli il lavaggio del cervello. Il suo supervisore, il colonnello Milt, non è del tutto convinto ma in seguito il maggiore scopre che Allen Melvin, un altro soldato del plotone, ha lo stesso incubo, per cui il controspionaggio dell'esercito organizza un confronto: i due commilitoni sfogliano separatamente una serie di foto ed entrambi identificano due uomini presenti nel sogno, che Milt riconosce come figure importanti di governi comunisti; a questo punto Marco ottiene il via libera a investigare.
La verità è che durante la prigionia Shaw era stato programmato per fungere da agente dormiente, un operativo che, sotto ipnosi, obbedisce ciecamente agli ordini senza però ricordare in seguito le azioni da lui compiute; anche il suo presunto eroismo è stato programmato, in lui come nelle menti dei compagni del plotone. A portarlo nello stato ipnotico provvedono alcuni agenti che gli suggeriscono di fare il solitario: la carta della regina di quadri fa infatti scattare il condizionamento. Intanto Eleanor briga per far assurgere al potere il marito John Iselin, un demagogo che usa una retorica simile a quella di Joseph McCarthy, sostenendo (senza la minima prova) che vi siano comunisti al Dipartimento della Difesa; ma Shaw si allontana da madre e patrigno, trovando lavoro presso un giornale il cui editore Holborn Gaines è nemico di Iselin; così, agenti comunisti spingono Shaw a uccidere Gaines per controllare se il condizionamento funziona ancora.
Poco dopo Chunjin, un coreano che faceva da guida per il plotone di Shaw in guerra ma era un agente straniero, si reca all'appartamento di Shaw chiedendo un lavoro; Shaw non sospetta nulla e lo assume come valletto e cuoco; però il maggiore Marco lo riconosce quando si reca a casa di Shaw, lo attacca e pretende di sapere cosa accadde durante la prigionia; Marco viene arrestato ma Eugenie Cheyney, una donna che ha incontrato su un treno e per la quale prova interesse, paga la sua cauzione e i due cominciano a frequentarsi (lei arriva a rompere il fidanzamento con un altro uomo).
Dal canto suo, Shaw comincia a frequentare Jocelyn Jordan, figlia del senatore liberale Thomas Jordan, ostile agli Iselin; Eleanor non ne è preoccupata, anzi organizza una festa per la ragazza e ne approfitta per avvicinare il padre, da cui vuole l'appoggio per la nomination di John come candidato vicepresidente per la Casa Bianca; ma questi non ha intenzione di appoggiarlo e le dichiara che osteggerà la nomina. Durante la festa, Jocelyn indossa un abito il cui motivo, una regina di quadri, innesca involontariamente il condizionamento di Raymond Shaw; i due innamorati scappano insieme per sposarsi. Però Eleanor, furiosa per il rifiuto di Thomas Jordan, attiva di nuovo lo stimolo condizionato del figlio (è lei il supervisore in America dell'agente dormiente) e lo manda a uccidere il politico a casa sua; quando Jocelyn entra nella stanza dove è avvenuto l'omicidio, viene uccisa anche lei freddamente da Shaw, che in seguito piangerà le loro morti sinceramente poiché non ricorda nulla.
Marco riesce a scoprire che cosa dà avvio all'atto condizionato, così si procura un mazzo truccato per tentare di deprogrammare Shaw e ottenere informazioni sul prossimo obiettivo; Eleanor lo ha incaricato di assassinare il candidato alle presidenziali alla convention che sancirà ufficialmente la sua nomination: in questo modo John, nominato per la vicepresidenza, diventerà automaticamente il nuovo candidato; quando tutto il paese sarà in tumulto per l'avvenimento, John Iselin sfrutterà la situazione per ottenere poteri speciali e instaurare un governo autoritario; tuttavia sarà Eleanor a comandare da dietro le quinte. Il motivo sta nel fatto che è stata lei stessa a richiedere un agente dormiente ai suoi mandanti comunisti, senza immaginare che loro le avrebbero mandato il figlio; per questo ha intenzione di ottenere il potere per sé e vendicarsi materialmente sui suoi capi.
Shaw entra al Madison Square Garden vestito da prete e prende posto in una cabina delle luci vuota con un fucile, mentre Marco corre al Garden con il colonnello Milt per fermarlo; però Raymond Shaw cambia bersaglio all'ultimo istante, sparando a patrigno e madre: Marco entra e Shaw dichiara che ha dovuto fermarli perché nessun altro poteva, poi si suicida sparandosi con la medaglia d'onore al collo. Marco non riesce a impedirlo e la sera rimpiange la morte dell'amico mentre parla con Eugenie.

## Produzione
Fu il primo film statunitense con un combattimento di karate.
Angela Lansbury rivestì il ruolo della madre di Raymond Shaw, benché l'attore che lo interpretava, Laurence Harvey, fosse solo di tre anni più giovane.

## Remake
Nel 2004 Jonathan Demme ha diretto l'omonimo remake con alcuni adattamenti alla sceneggiatura per rendere più attuale il film: il nemico non è più il comunismo ma le corporazioni.

## Riconoscimenti
- 1963 - Premio Oscar
  - Nomination Miglior attrice non protagonista a Angela Lansbury
  - Nomination Miglior montaggio a Ferris Webster
- 1963 - Golden Globe
  - Miglior attrice non protagonista a Angela Lansbury
  - Nomination Migliore regia a John Frankenheimer
- 1963 - Premio BAFTA
  - Nomination Miglior film
- 1962 - National Board of Review Award
  - Miglior attrice non protagonista a Angela Lansbury
- Nel 1994 è stato scelto per la conservazione nel National Film Registry della Biblioteca del Congresso degli Stati Uniti.[1]
- Nel 1998 l'American Film Institute l'ha inserito al sessantasettesimo posto della classifica dei migliori cento film statunitensi di tutti i tempi.[2]
- Il personaggio interpretato dalla Lansbury è stato inserito dall'American Film Institute al 21º posto della classifica sui 50 cattivi migliori del cinema americano.